# Yukihiro Ayukawa
Yukihiro Ayukawa (japanisch 鮎川 幸浩 Ayukawa Yukihiro; * 18. September 1998) ist ein japanischer Fußballspieler.

## Karriere
Yukihiro Ayukawa erlernte das Fußballspielen in der Universitätsmannschaft der Tōyō-Universität in Tokio. Wo er von April 2021 bis Mitte Juli 2022 unter Vertrag stand, ist unbekannt. Am 19. Juli 2022 unterschrieb er in Laos einen Vertrag beim Erstligisten Master 7 FC. Sein Erstligadebüt für den Verein aus der Hauptstadt Vientiane gab Yukihiro Ayukawa am 20. Juli 2022 (13. Spieltag) im Auswärtsspiel gegen den Ezra FC. Hier wurde er in der 28. Minute für Sounthonkhoud Phommavongxay eingewechselt. Das Spiel endete 0:0.